# Libor Vondráček
Libor Vondráček (* 29. července 1994 Pelhřimov) je český politik a právník, od října 2019 předseda Svobodných, předtím od roku 2017 člen republikového výboru strany.

## Studium a akademická činnost
Vystudoval Právnickou fakultu Masarykovy univerzity, kde získal magisterský titul (Mgr.) v oboru Právo a právní věda.
V rámci studia se zaměřoval na ústavní právo, což vyvrcholilo odevzdáním diplomové práce „Většinotvorné prvky ve volební formuli poměrného zastoupení na příkladu voleb v České republice“ pod vedením autora volebních zákonů Jana Filipa. S touto prací byl následující rok nominován do soutěže Parlamentního institutu Cena F. L. Riegra, kterou vyhrál a stal se vítězem pátého ročníku oceňující práce rozvíjející parlamentarismus.

## Politické působení
Členem Svobodných se stal v roce 2012. V roce 2017 byl zvolen členem Republikového výboru. Ve volbách do Poslanecké sněmovny PČR v roce 2017, které dopadly pro Svobodné neúspěšně (získali jen 1,56 % hlasů), získal na 5. místě krajské kandidátky nejvíce preferenčních hlasů.
V roce 2018 inicioval kandidaturu v komunálních volbách pod názvem „Hradec srdcem a rozumem + Svobodní“, která skončila 2. místem a ziskem 4 mandátů. Sám byl ovšem vlivem panašování neúspěšný, když ho předskočili 2 zkušení kandidáti a aktuálně je pouze prvním náhradníkem.
Ve volbách do Evropského parlamentu v květnu 2019 kandidoval jako člen Svobodných na 6. místě kandidátky subjektu s názvem „Svobodní, Liberland a Radostné Česko - ODEJDEME BEZ PLACENÍ“, ale nebyl zvolen. V krajských volbách v roce 2020 byl lídrem kandidátky Svobodných v Jihočeském kraji, ale neuspěl (strana se do zastupitelstva nedostala).
V lednu 2021 svolal demonstraci proti vládním opatřením. Vystupující motivovali zúčastněné k občanské neposlušnosti porušováním vládních nařízení. Policie oznámila svolavatele správnímu orgánu kvůli překročení povoleného počtu účastníků.
Ve volbách do Poslanecké sněmovny PČR v roce 2021 byl lídrem politické formace „Trikolora, Svobodní, Soukromníci" v Jihočeském kraji, ale neuspěl, neboť uskupení nepřekročilo 5% hranici nutnou pro vstup do Poslanecké sněmovny.
Ve volbách do Evropského parlamentu v roce 2024 byl lídrem kandidátní listiny Svobodných. Strana však získala pouze 1,76 % hlasů, a zvolen tak nebyl. V říjnu 2024 obhájil funkci předsedy strany.
Ve volbách do Poslanecké sněmovny Parlamentu ČR v roce 2025 je z pozice člena Svobodných lídrem společné kandidátky SPD, Trikolory, Svobodných a PRO v Jihočeském kraji.

## Postoje
Vondráček sám sebe považuje za konzervativního libertariána a řadí se tak mezi zastánce malého státu, s nízkými daněmi.
Kritizuje Evropskou unii pro její demokratický deficit a potlačování osobních svobod. Vondráček tvrdí, že Evropská unie dotacemi a přebujelou byrokracií vytváří prostor pro korupci a klientelismus. Na základě svého studia pak považuje reformu EU za politicky i právně nerealizovatelnou. Protože EU odporuje jeho představě o státu, který neposkytuje výhody vyvoleným, navrhuje vystoupení z Evropské unie a přijetí nabídky na vstup do EFTA.
Argumentačně Vondráček navazuje na bývalého europoslance za Svobodné Jiřího Payna. Připouští totiž, že kromě vystoupení jednotlivých států, je jedinou alternativou pro budoucí poklidné uspořádání v Evropě vypuštění článku 10a z Ústavy, který by vedl ke snížení právní síly nařízení a směrnic pod úroveň českých zákonů.

## Osobní život
Je ženatý, má jedno dítě a žije v Jindřichově Hradci.
Věnuje se také soutěžnímu mariáši, od roku 2011 je správcem webu Jihočeské ligy mariáše, kterou od roku 2018 také vede. Tato liga se řadí mezi regionální soutěže uznávající autoritu Českého svazu mariáše.
Mezi lety 2017 a 2019 působil také jako moderátor regionální stanice Rádio Česká Kanada.